# Herbert Lewrenz
Herbert Lewrenz (* 15. Oktober 1919 in Altona; † 12. Dezember 2004 in Hamburg) war ein deutscher Psychiater, Verkehrsmediziner und Hochschullehrer an der Universität Hamburg.

## Ausbildung und Beruf
Herbert Lewrenz begann sein Medizinstudium während des Zweiten Weltkriegs; er war im Sanitätsdienst in einem Lazarett in Paris eingesetzt. Seine Dissertation aus dem Jahr 1948 hatte die Schocktherapie zum Thema, die Promotion zum Dr. med. an der Universität Hamburg erfolgte 1949. Ab 1956 war Lewrenz Leiter des Medizinisch-Psychologischen Instituts beim Technischen Überwachungsverein in Hamburg. Im Jahr 1959 konnte er sich bei Hans Bürger-Prinz für Psychiatrie und Verkehrsmedizin habilitieren. Lewrenz wurde 1966 von der Universität Hamburg zum außerplanmäßigen Professor ernannt, 1969 zum Professor für Psychiatrie und Verkehrsmedizin. 1975 wurde er Leiter des Berufsgenossenschaftlichen Arbeitsmedizinischen Dienstes in Hamburg.

## Fachliche Interessen
Zentrum der fachlichen Interessen von Herbert Lewrenz war die verkehrsmedizinische Fahreignungsbeurteilung von Kraftfahrern, die er unter einer Vielzahl von Aspekten untersuchte, wie etwa Fahren im Alter, Wahrnehmung unter unterschiedlichen Bedingungen, besondere physiologische Belastungen, Trunkenheit beim Führen von Kraftfahrzeugen. Lewrenz arbeitete maßgebend an den einheitlichen Leitlinien mit, die der Gemeinsame Beirat von Verkehrs- und Gesundheitsministerium für die Beurteilung der Kraftfahrereignung empfahl, und regte eine Reform der Ausbildung von Kraftfahrern an.

## Mitgliedschaften und Gremientätigkeit
- Deutsche Gesellschaft für Verkehrsmedizin, DGVM
- Gemeinsamer Verkehrsmedizinischer Beirat beim Bundesverkehrsministerium und Bundesgesundheitsministerium, 1972 zum Vorsitzenden gewählt
- Wissenschaftlicher Beirat der Bundesanstalt für Straßenwesen, 1974 bis 1987, ab 1983 Vorsitzender
- Deutsche Akademie für Verkehrswissenschaft, zeitweise Präsident
- Verkehrsmedizinischer Ausschuss der Bundesärztekammer
- Beirat bei der Deutschen Verkehrswacht

## Auszeichnungen und Ehrungen
- Bundesverdienstkreuz 1. Klasse, 1984
- Ehrenmitglied der Deutschen Gesellschaft für Verkehrsmedizin, DGVM, 1997

## Werke
- Untersuchungen über die Ergebnisse der Schocktherapie an psychotischen jugendlichen Patienten, Universität Hamburg, 1948. (Dissertation)
- Ergebnisse medizinisch-psychologischer Kraftfahrer-Eignungsuntersuchungen – aus dem Medizinisch-Psychologischen Institut des Technischen Überwachungs-Vereins Hamburg, 1959
- Die Eignung zum Führen von Kraftfahrzeugen. Enke, Stuttgart 1964.
- Krankheit und Kraftverkehr. Druck- und Verlagsanstalt Neue Presse, Coburg 1973. (Mitarbeit, Gutachten des Gemeinsamen Beirates für Verkehrsmedizin beim Verkehrs- und Gesundheitsministerium; mehrere Auflagen bis 1996)
- Begutachtungsleitlinien zur Kraftfahrereignung. Wirtschaftsverlag Neues Wissen, Bremerhaven, 2000. ISBN 978-3-89701-464-0. (Mitarbeit, mit dem Gemeinsamen Beirat für Verkehrsmedizin beim Verkehrs- und Gesundheitsministerium).